# Viktor Nikoliouk
Viktor Nikoliouk, né le 24 octobre 1975, est un général de division ukrainien.
Né le 24 octobre 1975, il fut commandant du 169e Centre d'entrainement militaire puis commandant de la 92e brigade mécanisée ; avec cette brigade, il participe au siège d'Ilovaïsk. Il dirigeait le Commandement opérationnel nord jusqu'en mars 2023 et devient commandant de l'école de commandement terrestre de l'Ukraine, en 2024 il devient commandant du 10e corps d'armée.
Héros de l'Ukraine depuis le 10 mars 2022, il reçut l'ordre de Bohdan Khmelnytsky du III degré et l'Ordre de Daniel de Galicie en 2013 ; il est citoyen d'honneur de Tchernigov et de la région de Tchernihiv.